# Torquéole à joues blanches
Arborophila atrogularis
Espèce
Statut de conservation UICN

 NT  : Quasi menacé
La Torquéole à joues blanches (Arborophila atrogularis) est une espèce d'oiseaux de la famille des Phasianidae.

## Distribution
Localement commune dans le nord-est de l’Inde (Arunachal Pradesh, Assam, Manipur, Meghalaya, Mizoram, Tripura) ;  très localisée au Bangladesh ; nord du Myanmar ; Chine, dans l’ouest du Yunnan. L’aire de distribution est importante mais très morcelée.

## Habitat
La Torquéole à joues blanches vit dans les forêts primaires et secondaires du rebord sud de l’Himalaya mais toujours à assez basse altitude, le plus souvent en dessous de 750 m en Inde. Elle a été signalée jusqu’à 1 220 m, et semble moins sensible à la dégradation de l’habitat que d’autres espèces de torquéoles. Elle se rencontre aussi dans les plantations de thé, dans les savanes arbustives, les bambuseraies mais toujours non loin d’une lisière forestière (Hennache & Ottaviani 2011).

## Mœurs
Les habitudes de cette torquéole sont peu connues. On la rencontre en bandes de cinq à sept oiseaux, tellement éparpillés qu’ils donnent l’impression d’être isolés. Effrayés, ils s’envolent individuellement et presque sous les pieds. L’alimentation est semblable à celle d’autres torquéoles : graines, baies, invertébrés (Hennache & Ottaviani 2011).

## Voix
Le cri territorial porte loin. Il est formé d’une répétition montante et accélérée de 8 à 18 cris caverneux prrrrr s’arrêtant brutalement pour être suivie par une série de doubles notes wi chou plus douces, la première étant plus aiguë (Robson 2002).

## Nidification
La nidification commence en mars à basse altitude et se poursuit jusqu’en juillet à plus haute altitude. Le nid est une simple cuvette soigneusement bordée avec des débris végétaux, placée dans une touffe de bambous ou sous un arbuste. Cette espèce est apparemment monogame (Hennache & Ottaviani 2011).

## Statut, conservation
La torquéole à joues blanches est considérée comme « presque menacée » par l ‘UICN, en raison de sa large répartition qui pourrait assurer temporairement sa survie malgré la destruction de l’habitat. En réalité les avis sont partagés faute de données précises. Cette espèce est considérée comme rare en de nombreux points de son aire de distribution (Madge & McGowan 2002).